# زندان عادل‌آباد
زندان عادل‌آباد یک زندان در بلوار عدالت جنوبی شهر شیراز است. عادل آباد که زندان مرکزی شیراز است سال‌ها پیش در مکانی خالی از سکنه در جنوب شهر شیراز ساخته شد اما با گسترش شهر در محدودهٔ شهری قرار گرفت. نوید افکاری، کسری نوری، وحید افکاری، علی‌اکبر معصوم‌بیگی و عزت‌الله سحابی از جمله زندانیان سیاسی محبوس در این زندان از پیش انقلاب ۱۳۵۷ تاکنون بوده‌اند.

## مشخصات
زندان عادل آباد شیراز، یکی از زندان‌های بزرگ ایران در شهر شیراز است. این زندان نیم قرن پیش در فاصله مناسبی از حریم شهری شیراز ساخته شده بود اما با توسعه شهر شیراز در سال‌های گذشته، امروزه در میان بافت شهری قرار دارد. سال ساخت این زندان را دهه ۱۳۵۰ گزارش کرده‌اند.
نام رسمی این زندان، زندان مرکزی شیراز است ولی به خاطر واقع شدن در محله عادل آباد به این نام مشهور شده است.
این زندان از دو بخش بازداشتگاه مرکزی و زندان مرکزی تشکیل شده که دو ساختمان مجزا در یک مجموعهٔ نزدیک به‌هم هستند. زندان عادل آباد شیراز ۱۴ بند دارد که معمولاً متهمان جرایم سنگین مثل قتل و سرقت‌های مسلحانه و آدم‌ربایی‌های درجه یک با حکم‌های سنگین در بند ۱۰ و ۱۱ با اسم رسمی بند همت و بند نشاط که از مخوف‌ترین بندهای عادل آباد است، نگهداری می‌شوند.
زندان پیربنو (ویژه مواد مخدر) و زندان نظام شیراز از دیگر زندان‌های شهر شیراز هستند.

### انتقال زندان
به گفته اعضاء شورای شهر شیراز، انتقال زندان عادل آباد به خارج از محدوده شهر در دستور کار کمیسیون ساماندهی حاشیه نشینی و رفع محرومیت مناطق کم برخوردار قرار گرفت. هدف از این کار سلامت روان و امنیت در کلان شهر شیراز و کاهش آسیب های اجتماعی و ایجاد شرایط مناسب جهت توانمندسازی زندانیان عنوان شده. زمزمه‌های انتقال زندان به خارج از شهر شیراز از سال ۱۳۸۶ شکل گرفته بود.

## امکانات و قوانین زندان

### امکانات پزشکی
از هر هزار نفر جمعیت یک بند زندان، هفته‌ای ۳۰ تا ۴۰ نفر می‌توانند به بهداری بروند. گفته می‌شود بسیاری از زندانیان عادل‌آباد به علت عدم رسیدگی پزشکی در این زندان فوت شده‌اند. یک زندانی گفته‌است: «کمبود امکانات درمانی و دکتر باعث شده بود که زندانیان برای دیدن دکتر و گرفتن دارو معمولاً ۱۰ تا ۱۵ روز صبر کنند. بارها مشاهده کردم که یک مریضی ساده به دلیل بی‌توجهی مسئولان زندان به مریضی‌های بدتری تبدیل شده بود. به عنوان مثال یکی از زندانی‌ها که دندانش عفونت کرده بود تقریباً بعد از دو هفته بی‌توجهی مسئولان زندان دچار تشنج شد و مجبور شدند به بیمارستان بیرون منتقلش کنند».

### امکانات رفاهی و آموزشی
به گفته مسئولان این زندان، در این ندامتگاه ۱۵ رشته برای اشتغال و حرفه‌آموزی تدارک دیده شده است. اتاق بازی با کودکان که برای مادران زندانی تهیه شده است،‌ دیگر امکانات این زندان عنوان شده.
به گزارش ایران‌وایر، زندان عادل‌آباد ابتدا در مجموع از چهار بند بزرگ و اصلی تشکیل می‌شد که هر بند شامل سه طبقه و ۲۰ اتاق بود. اما به مرور زمان هر کدام از این بندهای اصلی به بندها و واحدهای کوچک‌تر تبدیل شده‌اند.‌‌ هر کدام از بندهای اصلی در زمان ساخت، برای ۵۰۰ زندانی طراحی شده بودند اما سال‌های بعد چیزی حدود پنج برابر ظرفیت هم در آن‌ها جا داده شده است. در حال حاضر در مسیر راهروی اصلی که از گیت ورودی شروع و به بند سبز بزرگ‌سال منتهی می‌شود، دفتر مدیر داخلی زندان، دفتر قاضی ناظر، بهداری و سایر بندها واقع شده‌اند. بند سبز بزرگ‌سال که حدود ۴۰۰ نفر ظرفیت دارد و به گفته زندانی‌ها، «بند لاکچری» و «مرفهین» زندان یا ویترینی برای نمایش در جریان دید و بازدید مسوولان داخلی و خارجی است، محل اقامت زندانیان متمکنی است که می‌توانند ماهانه برای زندان هزینه کنند. یکی دیگر از بندهای مرفه این زندان، «اندرزگاه قرآن» است که نسبت به بند سبز، کوچک‌تر است و حدود ۱۰۰ نفر جمعیت دارد. این بند هم متعلق به زندانیان با اقبال‌تری است که گاهی به مرخصی یا ملاقات شرعی فرستاده می‌شوند و امکانات رفاهی مناسبی دارند.

### بند زندانیان سیاسی
مسئولان زندان عادل‌آباد از مردادماه ۹۶ زندانیان سیاسی، عقیدتی و امنیتی این زندان را در یک بند ایزوله موسوم به بند ۱۴ امنیتی نگهداری می‌کنند.‌‌ پس از این تغییر در روند بندها،‌ دسترسی زندانیان بند ۱۴ به فروشگاه، امکان استفاده از هواخوری، سالن ورزشی و مراکز فرهنگی محدودتر شد.

## رویدادها

### شورش فروردین ۱۳۹۹
در پی شیوع ویروس کرونا شامگاه یکشنبه ۱۰ فروردین ۱۳۹۹ زندانیان زندان عادل آباد در اعتراض به وضعیت خود و عدم اجازه برای مرخصی دست به شورش زدند. در روزهای پایانی سال ۱۳۹۸، به‌دلیل بحران کرونا مسئولان قضایی حدود ۸۵ هزار زندانی را به مرخصی فرستادند اما عدم اعطای مرخصی به برخی زندانیان در شیراز و چند شهر دیگر موجب اعتراض آن‌ها شد.
هم‌زمان برخی منابع محلی خبر دادند از زندان عادل‌آباد صدای تیراندازی شنیده شده و کاربران شبکه‌های اجتماعی هم از فرار عده‌ای از زندانیان سخن گفتند. با این‌حال در نخستین ساعت بامداد ۱۱ فروردین استاندار فارس خبر فرار زندانیان را تکذیب کرد و رئیس دادگستری آن استان هم عامل ناآرامی‌ها را «زندانیان با جرائم خشن و خاص» معرفی کرد «که مشمول هیچ‌گونه تسهیلاتی نمی‌شوند».‌ به گفتهٔ او در جریان این شورش زندانیان دو بند، اقدام به شکستن برخی نرده‌ها و دوربین‌های مداربسته کردند.

### اعتصاب غذای گستردهٔ ۱۴۰۰
زندانیان سیاسی این زندان همراه با زندانیان زندان‌های اوین، فشافویه در تاریخ ۲۹ اسفندماه ۱۳۹۹ اعلام کردند به یاد و احترام رنج‌های مشترک مردم ایران، در اعتراض به ظلم‌های ستمگران و به یاد گرسنگان وطن بر سفره نوروز، شروع سال ۱۴۰۰ خورشیدی را با اعتصاب غذا آغاز می‌کنند که تا سه روز ادامه داشت.

## تحریم وزارت خزانه‌داری آمریکا و اتحادیه اروپا
در ۳ مهر ۱۳۹۹ «الیوت آبرامز» نماینده ویژه دولت آمریکا اعلام کرد تحریم‌هایی علیه دستگاه قضائی ایران وضع خواهند کرد و ساعاتی بعد وزارت خزانه‌داری ایالات متحده آمریکا زندان عادل آباد را به دلیل ارتباط با نقض جدی حقوق بشر مورد تحریم قرار داد. این تحریم‌ها که پس از اعدام نوید افکاری وضع شد علاوه بر زندان عادل‌آباد، سید محمود ساداتی (رئیس شعبه اول دادگاه انقلاب شیراز) که به‌گفته مقامات آمریکایی «در محاکمه، زندانی کردن و قصاص نوید افکاری نقش داشته‌است» را هم شامل شد.
در فروردین ۱۴۰۴، اتحادیه اروپا، زندان عادل‌آباد شیراز را، به دلیل نقض سیستماتیک حقوق بشر، از جمله اجرای گسترده احکام اعدام و بازداشت غیرقانونی شهروندان اروپایی، در فهرست تحریم‌های خود قرار داد. این تحریم‌ها شامل مسدود شدن دارایی‌ها و ممنوعیت ورود به کشورهای عضو اتحادیه اروپا می‌شوند. اتحادیه اروپا، این اقدامات را در واکنش به سیاست‌های جمهوری اسلامی در استفاده از بازداشت‌های خودسرانه، به عنوان ابزاری برای گروگان‌گیری حکومتی و فشار بر کشورهای اروپایی اتخاذ کرده است.